# Mistrzostwa Strefy Pacyfiku w Curlingu 1999
Mistrzostwa Strefy Pacyfiku w Curlingu 1998 – turniej, który odbył się w dniach 9–12 grudnia 1999 w japońskim Tokoro. Mistrzami i mistrzyniami Strefy Pacyfiku zostali Japończycy.
Był to dziewiąty w historii turniej o mistrzostwo strefy Pacyfiku w curlingu. Japonia gościła zawody po raz piąty (ostatnio w 1997), a Tokoro po raz drugi (poprzednio w 1995).

## System rozgrywek
Round Robin rozegrany został w systemie kołowym (każdy z każdym). Pomiędzy każdymi reprezentacjami rozegrano po dwa mecze. 2 i 3 drużyna po Round Robin zagrały w półfinale. Zwycięzca meczu zagrał w finale przeciwko 1 zespołowi po Round Robin.

## Kobiety

### Reprezentacje
| Państwo          | Czwarta       | Trzecia         | Druga           | Otwierająca    | Rezerwowa        |
| ---------------- | ------------- | --------------- | --------------- | -------------- | ---------------- |
| Japonia          | brak danych   | brak danych     | brak danych     | brak danych    | brak danych      |
| Korea Południowa | brak danych   | brak danych     | brak danych     | brak danych    | brak danych      |
| Nowa Zelandia    | Lisa Anderson | Kylie Petherick | Karen Rawcliffe | Bridget Becker | Natalie Campbell |

pogrubieniem oznaczono skipów.

### Round Robin
| # | Państwo          | W | P |
| - | ---------------- | - | - |
| 1 | Japonia          | 4 | 0 |
| 2 | Korea Południowa | 1 | 3 |
| 3 | Nowa Zelandia    | 1 | 3 |

     Kwalifikacja do fazy play-off

### Play-off
|  |          |                  |          |   |         |       |                  |       |
|  | Półfinał | Półfinał         | Półfinał |   |         | Finał | Finał            | Finał |
|  | Półfinał | Półfinał         | Półfinał |   |         | Finał | Finał            | Finał |
|  |          |                  |          |   |         |       |                  |       |
|  |          |                  |          |   |         |       |                  |       |
|  |          |                  |          | 1 | Japonia | 7     |                  |       |
|  |          |                  |          | 1 | Japonia | 7     |                  |       |
|  | 2        | Korea Południowa | 8        |   |         | 3     | Korea Południowa | 3     |
|  | 2        | Korea Południowa | 8        |   |         | 3     | Korea Południowa | 3     |
|  | 3        | Nowa Zelandia    | 4        |   |         |       |                  |       |
|  | 3        | Nowa Zelandia    | 4        |   |         |       |                  |       |

Brak danych co do cząstkowych wyników fazy play-off

### Klasyfikacja końcowa
|  | Mistrzynie Strefy Pacyfiku     |
|  | Wicemistrzynie Strefy Pacyfiku |
|  | 3 miejsce                      |

| # | Państwo          | Skip          |
| - | ---------------- | ------------- |
| 1 | Japonia          | ?             |
| 2 | Korea Południowa | ?             |
| 3 | Nowa Zelandia    | Lisa Anderson |

## Mężczyźni

### Reprezentacje
| Państwo          | Czwarty       | Trzeci         | Drugi        | Otwierający   | Rezerwowy     |
| ---------------- | ------------- | -------------- | ------------ | ------------- | ------------- |
| Australia        | Hugh Millikin | John Theriault | Gerald Chick | Stephen Johns | -             |
| Japonia          | brak danych   | brak danych    | brak danych  | brak danych   | brak danych   |
| Korea Południowa | brak danych   | brak danych    | brak danych  | brak danych   | brak danych   |
| Nowa Zelandia    | Sean Becker   | Hans Frauenlob | Jim Allan    | Lorne Depape  | Darren Carson |

pogrubieniem oznaczono skipów.

### Round Robin
| # | Państwo          | W | P |
| - | ---------------- | - | - |
| 1 | Australia        | 5 | 1 |
| 2 | Japonia          | 4 | 2 |
| 3 | Nowa Zelandia    | 3 | 3 |
| 4 | Korea Południowa | 0 | 6 |

     Kwalifikacja do fazy play-off

### Play-off
|  |          |               |          |   |           |       |         |       |
|  | Półfinał | Półfinał      | Półfinał |   |           | Finał | Finał   | Finał |
|  | Półfinał | Półfinał      | Półfinał |   |           | Finał | Finał   | Finał |
|  |          |               |          |   |           |       |         |       |
|  |          |               |          |   |           |       |         |       |
|  |          |               |          | 1 | Australia | 2     |         |       |
|  |          |               |          | 1 | Australia | 2     |         |       |
|  | 2        | Japonia       | 7        |   |           | 2     | Japonia | 6     |
|  | 2        | Japonia       | 7        |   |           | 2     | Japonia | 6     |
|  | 3        | Nowa Zelandia | 5        |   |           |       |         |       |
|  | 3        | Nowa Zelandia | 5        |   |           |       |         |       |

#### Półfinał
| Państwo | Państwo       | 1 | 2 | 3 | 4 | 5 | 6 | 7 | 8 | 9 | 10 | 11 | Ogółem |
|         | Japonia       | 1 | 2 | 0 | 1 | 0 | 0 | 0 | 0 | 1 | 0  | 2  | 7      |
|         | Nowa Zelandia | 0 | 0 | 2 | 0 | 1 | 0 | 1 | 0 | 0 | 1  | 0  | 5      |

#### Finał
| Państwo | Państwo   | 1 | 2 | 3 | 4 | 5 | 6 | 7 | 8 | 9 | 10 | Ogółem |
|         | Australia | 1 | 0 | 0 | 0 | 0 | 0 | 1 | 0 | 0 | X  | 2      |
|         | Japonia   | 0 | 0 | 0 | 3 | 0 | 1 | 0 | 0 | 2 | X  | 6      |

### Klasyfikacja końcowa
|  | Mistrzowie Strefy Pacyfiku     |
|  | Wicemistrzowie Strefy Pacyfiku |
|  | 3 miejsce                      |

| # | Państwo          | Skip          |
| - | ---------------- | ------------- |
| 1 | Japonia          | ?             |
| 2 | Australia        | Hugh Millikin |
| 3 | Nowa Zelandia    | Sean Becker   |
| 4 | Korea Południowa | ?             |